# Balabenka (odbočka)
Balabenka (nebo též Odb Balabenka) je odbočka, která se nachází km 4,500 dvoukolejné pražské spojovací trati mezi stanicemi Praha–Vysočany a Praha hl. n. V odbočce se napojují tratě do stanice Praha Masarykovo nádraží (obvod Sluncová) a Praha-Holešovice. Odbočka Balabenka je dálkově ovládána ze stanice Praha hl. n. Služební místnost odbočky, která je trvale neobsazena, je v napájecí stanici trakčního vedení Balabenka, která se nachází v areálu CDP Praha. Odbočka Balabenka se nachází na katastru pražské městské čtvrti Libeň, městská část Praha 8.

## Historie
Odbočka Balabenka vznikla v rámci výstavby tzv. Nového spojení, které bylo dáno do provozu v roce 2008.

## Popis odbočky
Odbočka je vybavena elektronickým stavědlem ESA 11 s dálkovým ovládáním pomocí JOP z Prahy hl. n. Odbočka je trvale neobsazena dopravním zaměstnancem, ve výjimečných případech je možné místní ovládání odbočky z desky nouzových obsluh umístěné ve služební místnosti odbočky Balabenka. V odbočce je šest výhybek vybavených elektromotorickým přestavníkem a ohřevem, všechny jsou ústředně stavěné z ovládacího pracoviště v Praze hl. n. Odbočka je kryta celkem osmi vjezdovými návěstidly zapojenými do SZZ: 401ML a 402ML od Prahy Masarykova nádraží, 301L a 302L od Prahy hl. n., 501S a 502S od Prahy-Holešovic (obvod Rokytka), 301VS a 302VS od Prahy-Vysočan. Díky své rozlehlosti a komplikovanosti je tato odbočka atypická i tím, že má rovněž tři odjezdová návěstidla, konkrétně S302 (následuje po 302VS) a S301 (následuje po 301VS) pro jízdy od Vysočan směr hlavní nebo Masarykovo nádraží, díle pak S502 (následuje po 502S) pro jízdy od Holešovic směr hlavní/Masarykovo nádraží. Jízda vlaků je ve všech přilehlých úsecích zajištěna pomocí automatického bloku.